# Štěpánovská stupňovina
Štěpánovská stupňovina je geomorfologický okrsek v jihovýchodní části Chrudimské tabule, ležící v okrese Chrudim v Pardubickém kraji.

## Poloha a sídla

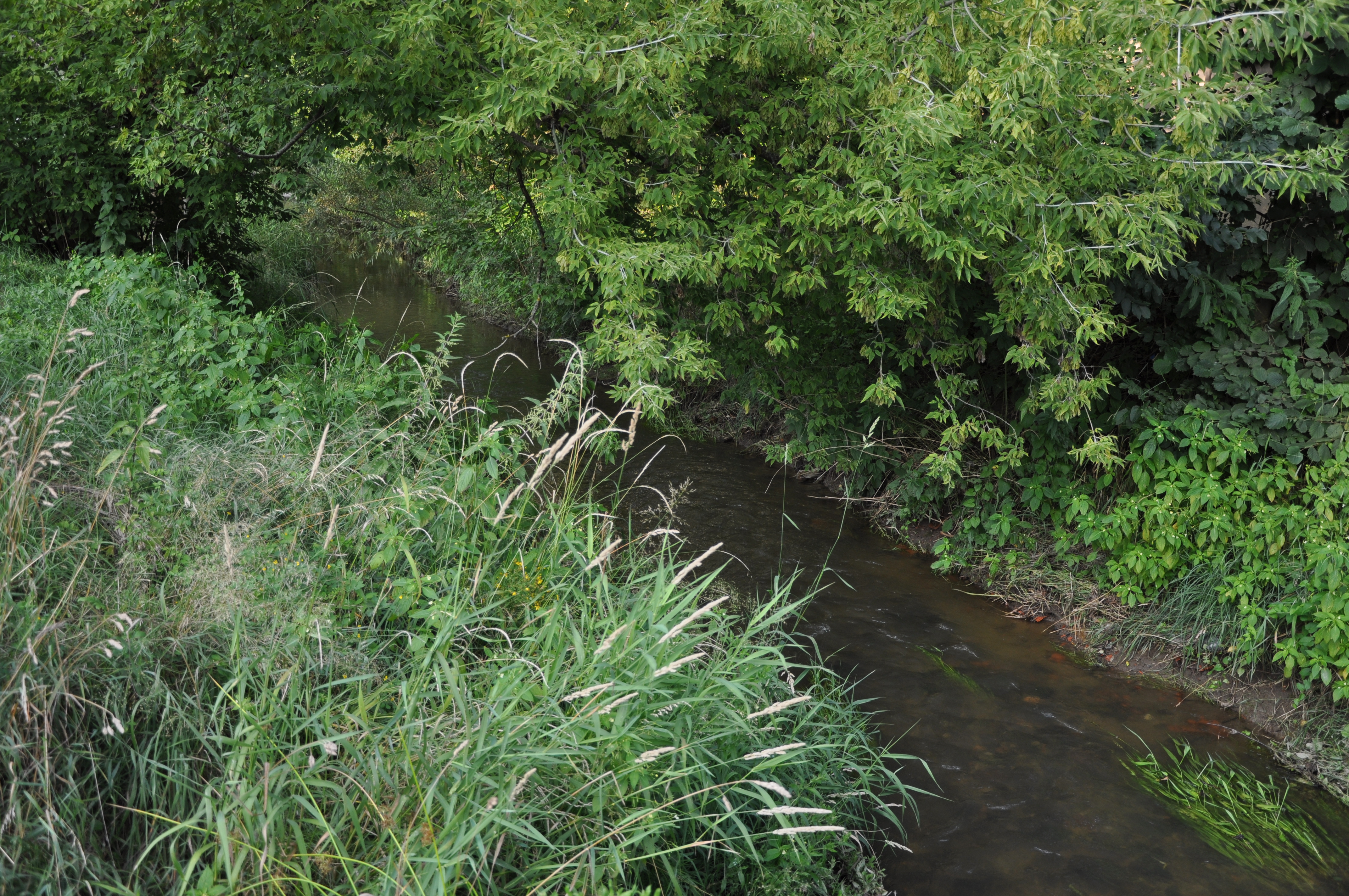
Anenský potok v Bělé

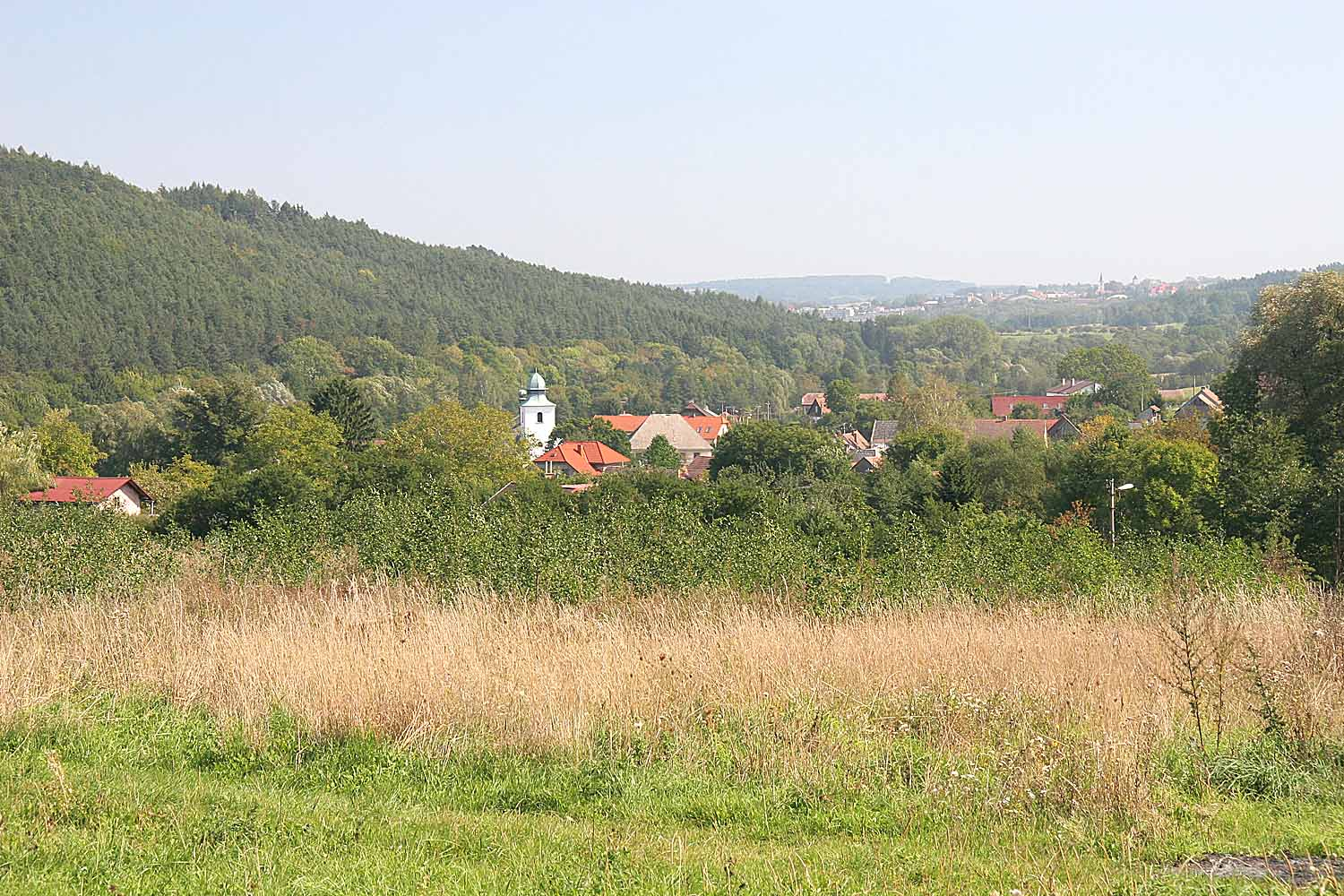
Obec Vrbatův Kostelec u okraje kuesty Štěpánovské stupňoviny (vlevo)

Území okrsku se nachází zhruba mezi sídly Bítovany (na západě), Chrast (na severu), Jenišovice (na severovýchodě), Luže (na východě), Skuteč a Vrbatův Kostelec (na jihu). Uvnitř okrsku nejsou větší sídla, leží zde např. obec Hroubovice a titulní vesnice Štěpánov.

## Geomorfologické členění
Okrsek Štěpánovská stupňovina (dle značení Jaromíra Demka VIC–3C–1) geomorfologicky náleží do celku Svitavská pahorkatina a podcelku Chrudimská tabule.
Dále se již nečlení.
Stupňovina sousedí s dalšími okrsky Svitavské pahorkatiny: Hrochotýnecká tabule na severozápadě až severu, Vraclavský hřbet na severovýchodě, Novohradská stupňovina na východě až jihovýchodě. Dále sousedí s celkem Železné hory na jihu až západě.

## Významné vrcholy
Nejvyšším bodem Štěpánovské stupňoviny je vrch Heráně (454 m n. m.).